# مستشفيات جامعة سوهاج
مستشفيات جامعة سوهاج هي مجموعة من المستشفيات الجامعية التابعة لـ كلية الطب جامعة سوهاج في منطقة مدينة ناصر بمدينة سوهاج والمدينة الطبية بمدينة سوهاج الجديدة.
مستشفيات سوهاج الجامعية تضم كلاً من المستشفى الجامعي بمقريها القديم والجديد ومستشفى الجراحات التخصصية ومستشفى الطوارئ ومستشفى شفا الأطفال ليبلغ عدد المستشفيات الجامعية 6 مستشفيات لخدمة المرضي من محافظة سوهاج ومحافظات الصعيد المجاورة، مضيفاً ان مستشفى الحروق تعد الاولي من نوعها علي مستوي الصعيد.

## المستشفيات الجامعية

### المستشفي الجامعي القديم
وتتكون من:
- مستشفى الإستقبال والطوارئ والإصابات والعنايات المركزة والحالات الحرجة.
- مبنى العيادات الخارجية.
- مستشفى العلاج المجانى.
- مستشفى العلاج بأجر.
- مستشفى علاج الأورام.
- المركز الطبى الحضرى بمدينة سوهاج الجديدة.

### مستشفى الجراحات التخصصية
- المستشفى يقام على مساحة 1400م2، ويتكون من 7 طوابق وبدروم ودور أرضي، وبطاقة استيعابية 163 سريرًا.[2]
- تحتوي المستشفى على 8 غرف عمليات و3 غرف عناية مركزة، تضم 47 سرير عناية مركزة و12 غرفة عمليات، بالإضافة إلى العديد من الأقسام والتخصصات.[3]

### مستشفى سوهاج الجديدة الجامعي
- المستشفى مقام على مساحة 24 ألف متر مربع وملحق به 4 مبان خدمية.
- مقسم إلى 3 مباني، الأول يضم قسم الاستقبال والعيادات الخارجية والثاني المبنى التعليمي وكلية الطب البشري والثالث مبنى الخدمات ويشمل كل الخدمات التي تقدمها المسشتفى.[4]

- يضم المسشتفى 286 سريرا من بينها قسم خاص بالعيادات الخارجية بجانب 50 سرير عناية مركزة و32 حضانة أطفال، و32 ماكينة غسيل كلوي و12 غرفة عمليات و12 غرفة عمليات جراحية كبرى وصغرى كما يضم 47 وحدة عناية مركزة ووحدات غسيل كلوي للأطفال والكبار.[5]
- في 06 أكتوبر 2021، أعلن القائم بأعمال رئيس جامعة سوهاج، التشغيل التجريبي لـ15 عيادة خارجية في تخصصات طبية مختلفة بمستشفى سوهاج الجامعي الجديد بمدينة سوهاج الجديدة، كمرحلة أولى من الافتتاح التجريبي للمستشفى.

### مستشفى شفاء الأطفال بسوهاج
- المستشفى مقام على مساحة 6.6 فدان بمركز خدمات مدينة سوهاج الجديدة، وتتكون من 7 طوابق بسعة 263 سريرا.[6]
- يشمل المبنى " بدروم، دور أرضي، 6 أدوار متكررة، بجانب المسطحات الخضراء، وملحقات المبنى اللازمة للتشغيل، كما يحتوي المستشفى على " وحدة غسيل كلوي، وحدة مناظير، غرف عمليات وعلاج كيماوي، عناية مركزة، عيادات خارجية".

### مستشفى الطوارئ
- أعلن الدكتور حسان النعماني رئيس جامعة سوهاج انه تم تخصيص مساحة 7 آلاف و500 متر لتنفيذ مشروع مستشفي الجراحات العامة داخل الحرم الجامعي بمدينه سوهاج الجديدة، تنفيذًا لتوجيهات الرئيس عبد الفتاح السيسى بالاهتمام بالقطاع الطبي والخدمات الصحية المقدمة للمواطنين.[7]
- المبني سيتكون من دور أرضي وأربعة طوابق، ليسع 300 سرير ، و27 غرفة عناية مركزه، و8 غرف عمليات، الي جانب 28 ماكينه غسيل كلوي، وقسم للأشعة، و31 عيادة خارجية، وقسم للعلاج الطبيعي، وسيضم عدد من المعامل الطبية المتخصصة وقسم خاص بقسطرة القلب يحتوي علي 12 سرير رعاية قلب، و4 غرف عمليات قسطرة قلب، ووحدة خاصة بمناظير الجهاز الهضمي، ودور سكني للاطباء والتمريض.[8]

### مستشفي الحروق الجامعي
- في 24 مايو 2024، كشف الدكتور رئيس جامعة سوهاج، عن الموافقة على تخصيص مساحة 10 آلاف متر لتكون تابعة لمستشفيات سوهاج الجامعية، وذلك لإنشاء مستشفى متخصص في علاج الحروق بجوار مستشفى الطوارئ والإصابات بمدينة سوهاج الجديدة.[9]
- المستشفى ستضم 30 سرير عناية مركزة، و70 سرير إقامة مرضي، كما ستضم قسم طوارئ ووحدة فحص، وقسم غيارات الحروق، ووحدة علاج طبيعي، و4 غرف عمليات، وقسم خاص بالمعامل (كيمياء – صناعة- أخذ عينات- هيماتولوجي)، إلى جانب بنك الدم، والأقسام الإدارية، وقاعة للإجتماعات واللقاءات العلمية، والصيدلية، والمغسلة، وغرف التعقيم.[10]

## إسهامات المستشفي
- قسم الاستقبال والطوارئ بالمستشفى يستقبل يوميًا حوالي ألف حالة فضلًا على أن العيادات الخارجية تستقبل يوميًا حوالي 3 آلاف حالة، وهو ما يجعل غالبية الحالات التي تستقبلها مستشفى سوهاج الجامعي.[11]